# Посесионе Ровере (Ферара)
Посесионе Ровере је насеље у Италији у округу Ферара, региону Емилија-Ромања.
Према процени из 2011. у насељу је живело 21 становника. Насеље се налази на надморској висини од 5 м.